# Nihonbashi

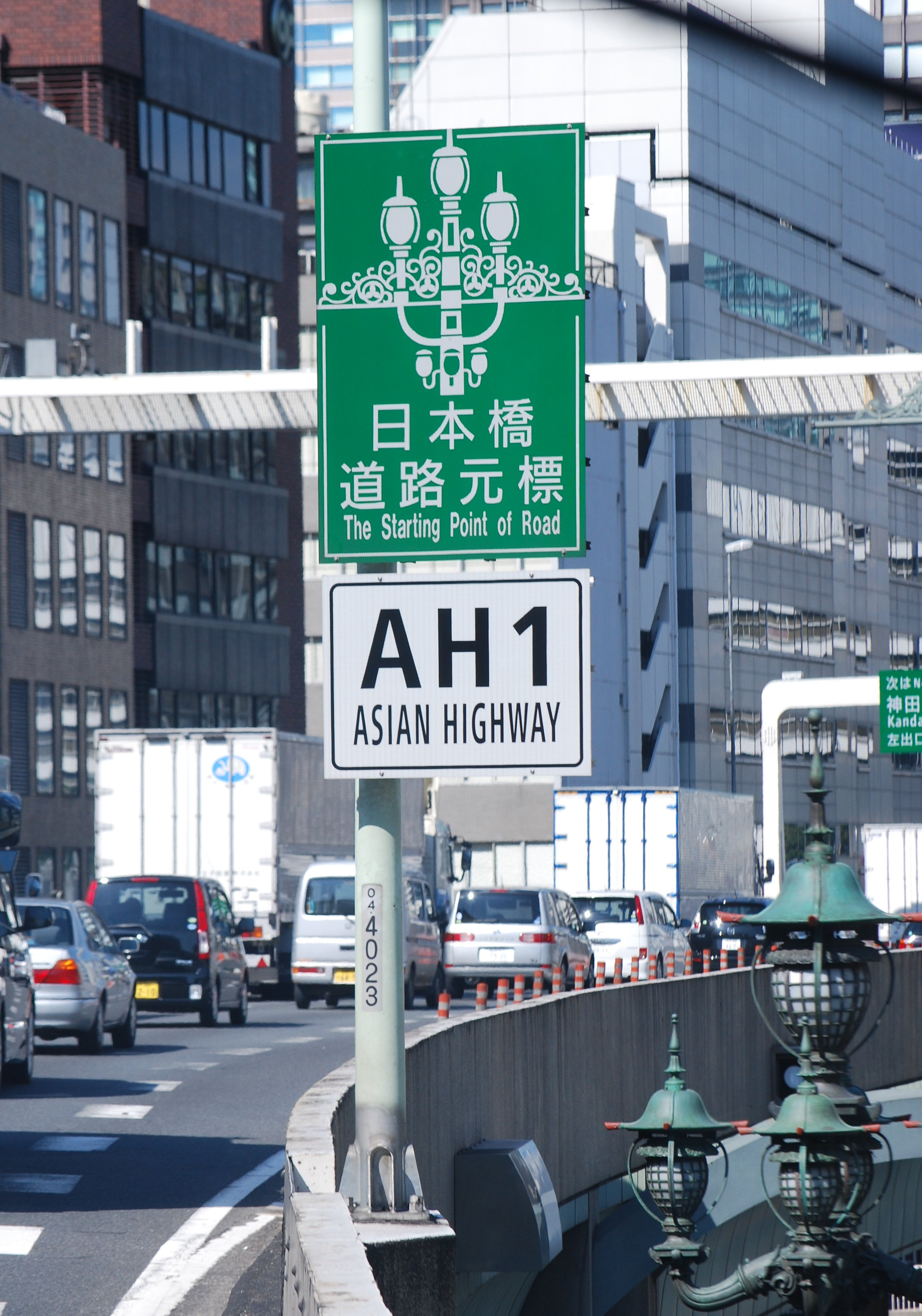
Anfangsmarkierung der AH 1 auf der Autobahnbrücke über der Brücke.

Nihonbashi (jap. 日本橋, alternative Romanisierung Nihombashi), die „Japan-Brücke“, ist eine Brücke im Bezirk Chūō der japanischen Präfektur Tokio und ein nach ihr benannter Stadtteil im gleichen Bezirk. Beide liegen im östlichen Zentrum Tokios, des früheren Edo.

## Die Brücke

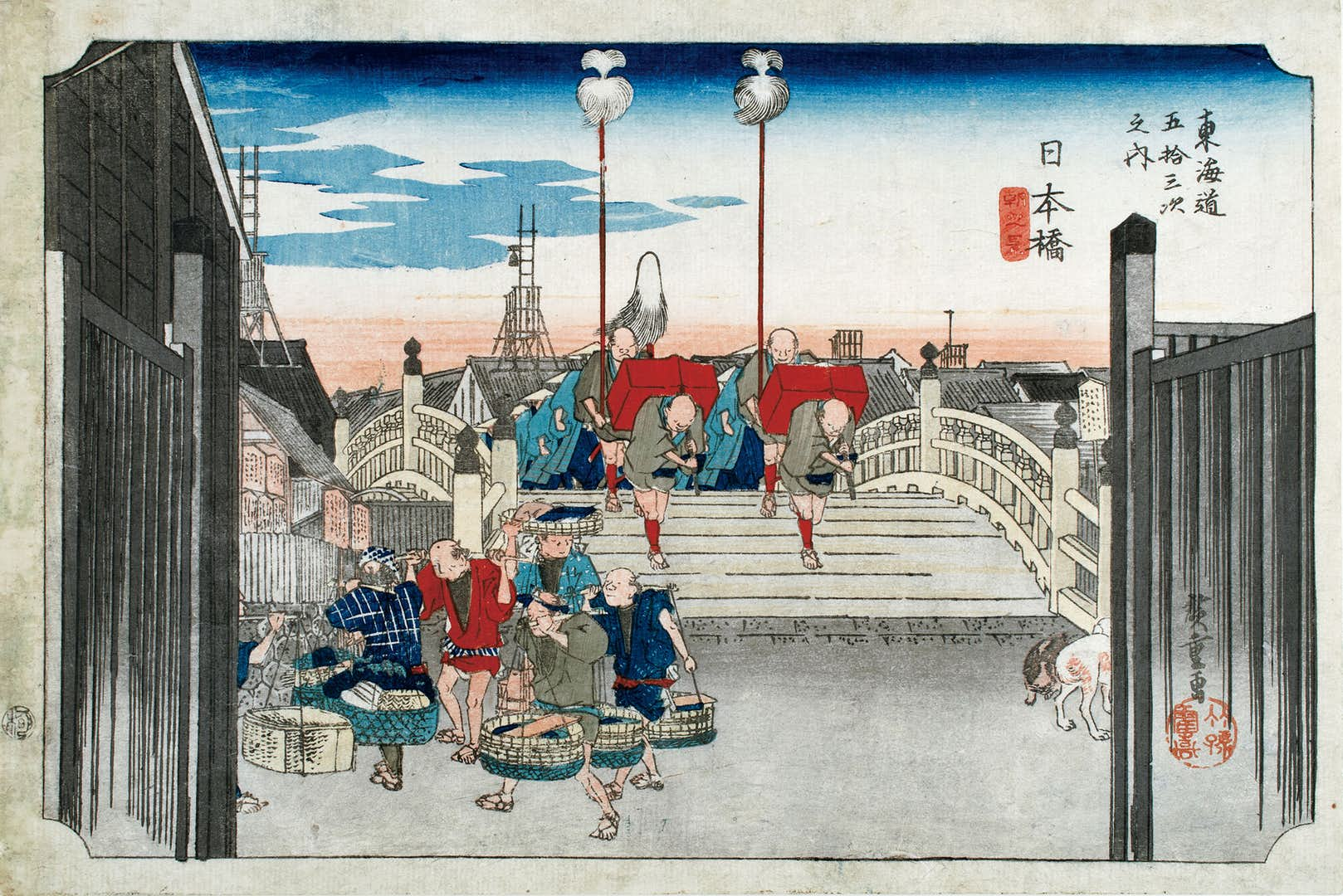
Nihonbashi, Farbholzschnitt von Hiroshige in der Serie Die 53 Stationen des Tōkaidō (Hoeidō-Ausgabe), um 1835

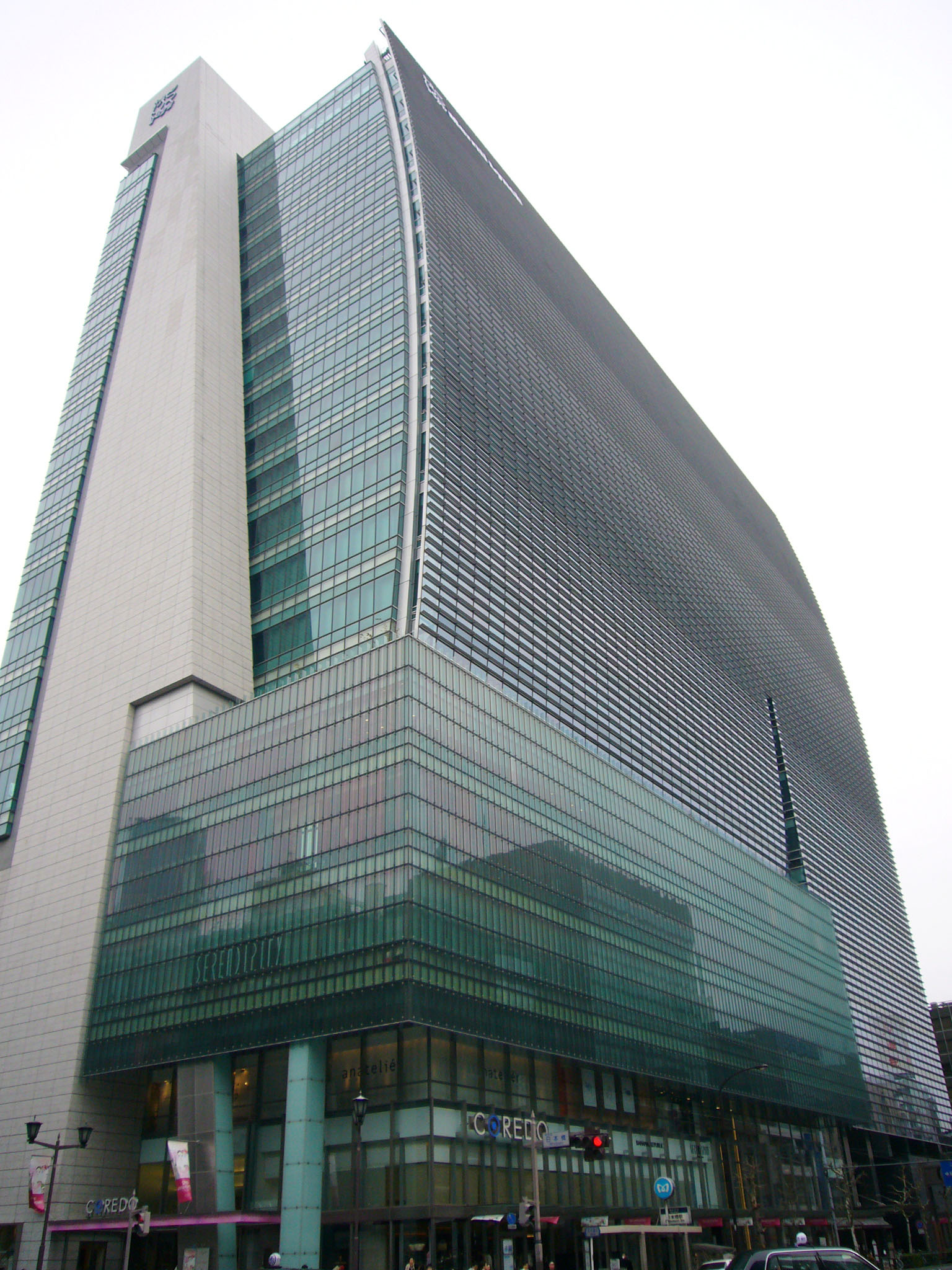
Das COREDO Nihonbashi in 1-chōme.

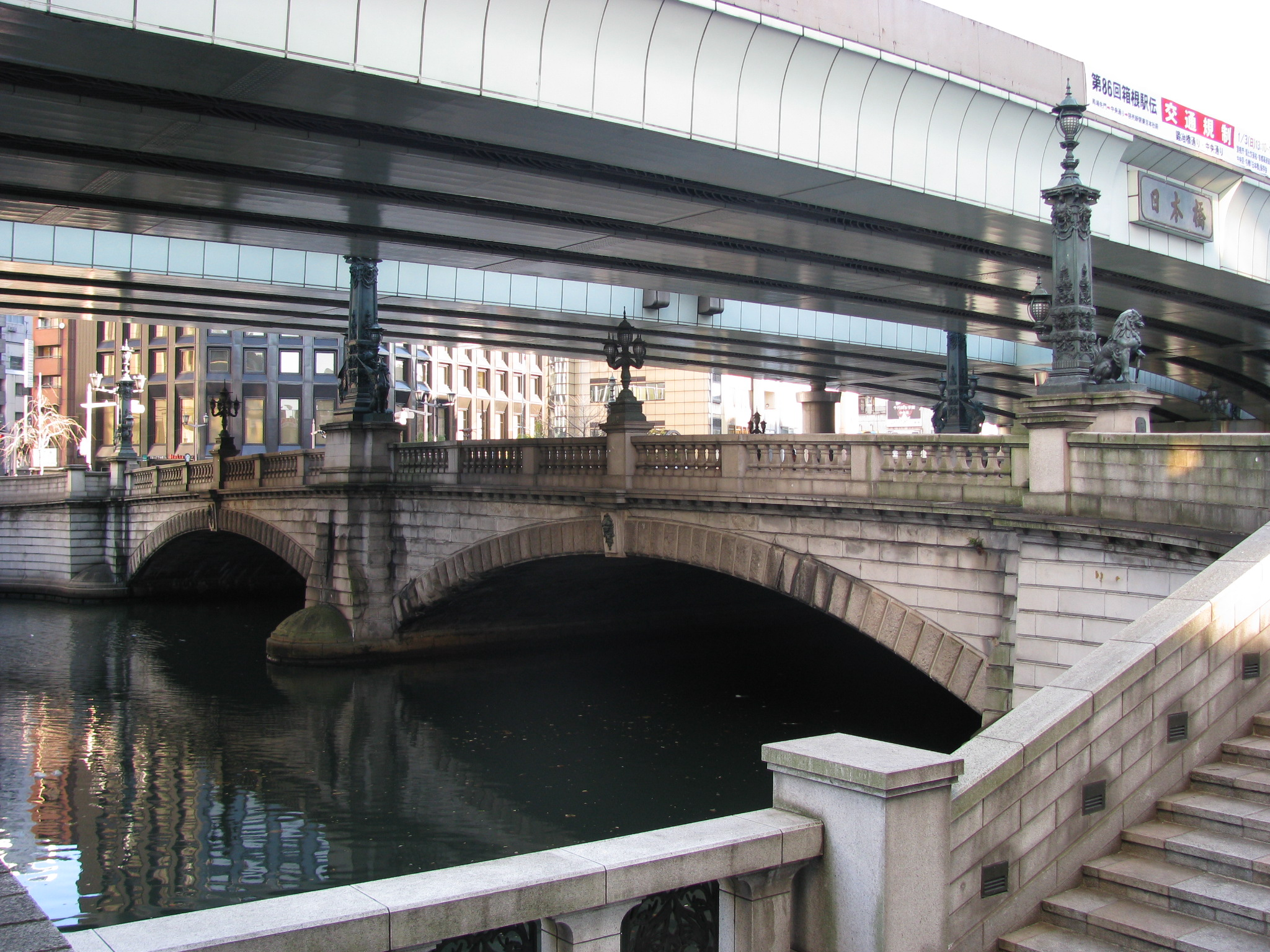
Die heutige, 1911 errichtete, Nihonbashi wird seit 1963 von der Stadtautobahn Tokio überschattet.

Die erste hölzerne Nihonbashi wurde 1603 unter Shōgun Tokugawa Ieyasu errichtet, als dieser den Regierungssitz formal in Edo einrichtete. Sie wurde der Ausgangspunkt der Gokaidō, der fünf Hauptstraßen, die Edo mit den Provinzen verbanden.
Die Brücke brannte mehrfach nieder, so dass die 1911 errichtete, heutige steinerne Brücke bereits die 20. Nihonbashi ist. Diese überstand auch den Tōkyō Daikūshū, den Großen Luftangriff auf Tokio vom 10. März 1945, auch wenn Spuren der Brandbomben bis heute erkennbar sind. Anfang der 1960er Jahre wurde über dem Nihonbashi River ein Teilabschnitt der Stadtautobahn Tokyo C1 errichtet, welcher auch die Brücke verdeckte. 1999 wurde die Brücke als wichtiges Kulturgut Japans designiert. Die darüberliegende Autobahnbrücke soll bis März 2041 demontiert werden, um den Blick auf das wichtige Kulturgut wieder freizugeben. Die Autobahn soll dabei in einen 1,1 km langen Tunnel verlegt werden.
Bis heute ist die Nihonbashi mit dem Fundamentalpunkt (道路元標 dōro genpyō, wörtl. „Straßenausgangsmarkierung“, „englisch“ "The Starting Point of Road") von Japan in der Mitte der Brücke Referenzpunkt für Entfernungsangaben nach Tokio und Ausgangspunkt der Nationalstraßen 1 und 4, sowie der in der Nähe von diesen abzweigenden 6, 14, 15, 17 und 20. Heute ist sie außerdem (indirekt) Ausgangspunkt der kontinentalen AH1. Dieser startet auf der die Brücke (über)querenden Stadtautobahn Tokio C1.

## Der Stadtteil
Die Gegend um den Verkehrsknotenpunkt Nihonbashi entwickelte sich bereits in der Edo-Zeit zum Geschäftsviertel im Bereich zwischen der Burg und den Adelsresidenzen im Westen – die Yamanote-Linie liegt in diesem Bereich am früheren äußeren Burggraben – und der „Unterstadt“ im Osten. Bereits im 17. Jahrhundert gründete die Mitsui-Familie hier das Echigo-ya, den Vorläufer des heutigen Kaufhauses Mitsukoshi.
Nach der Meiji-Restauration wurde 1878 der Bezirk Nihonbashi eingerichtet, der den Nordteil des heutigen Chūō umfasste, und 1889 ein Stadtbezirk der neuen Stadt Tokio wurde. Nachdem diese im Pazifikkrieg aufgelöst worden war und der Bezirk 1947 mit Kyōbashi zu Chūō vereinigt wurde, erhielten die meisten Stadtteile im früheren Bezirk den Zusatz Nihonbashi-. Daran lassen sich die Grenzen des früheren Stadtbezirks heute noch erkennen, auch liegt der heutige Stadtteil Higashi-Nihonbashi, also „Ost-Nihonbashi“, nicht etwa direkt östlich von Nihonbashi, sondern ganz im Nordosten des Bezirks Chūō an der Mündung des Kanda in den Sumida.
Erst 1970 wurde der heutige Stadtteil Nihonbashi eingerichtet, dessen Nordwestecke die Brücke bildet. Er grenzt im Westen an Yaesu, im Süden an Kyōbashi, im Osten an Kabutochō und gliedert sich in drei von Nord nach Süd nummerierte Viertel chōme, in denen zum 1. März 2021 laut Meldestatistik 340 Einwohner in 222 Haushalten lebten. Die Postleitzahl von Nihonbashi ist 103-0027.
Hier stehen vor allem Büro- und Geschäftsgebäude, darunter das Hauptkaufhaus von Takashimaya, das Maruzen-Haupthaus und das Bürohochhaus COREDO Nihonbashi.
Am (U-)Bahnhof Nihonbashi treffen sich die Ginza-Linie und die Tōzai-Linie der Tōkyō Metro und die präfekturbetriebene Asakusa-Linie. Auf die innere Ringlinie der Tokioter Stadtautobahn, die den Stadtteil im Norden und Osten umschließt, kommt man über die Anschlussstellen Edobashi im Norden und Takarachō im Südosten.